# Miskolc viszonylattörténete
Miskolc villamos- és autóbuszvonalainak története a városi tömegközlekedés megindulásától (1897. július 10.)

## Buszvonalak
| Jelzés            | Indítás                            | Megszüntetés                       | Végállomások | Megjegyzés |
| ----------------- | ---------------------------------- | ---------------------------------- | --- | --- |
| –                 | 1903. július 8.                    | ?                                  | Miskolci városháza – Diósgyőri városháza                                                                                | Magyarország első menetrend szerinti buszjárata |
| ?                 | 1910                               | ?                                  | Városház tér – Hámor | üzemeltető: Bán és társa |
| ?                 | 1910                               | ?                                  | Városház tér – Tapolca                                                                                                  | üzemeltető: Bán és társa |
| ?                 | 1926                               | 1929                               | Mindszenti templom – Tapolca                                                                                            | üzemeltető: MVRT |
| ?                 | 1926                               | 1929                               | Diósgyőri ref. templom – Lillafüred                                                                                     | üzemeltető: MVRT |
| ?                 | 1931                               | ?                                  | Tiszai pu. – Lillafüred                                                                                                 | üzemeltető: MAVART |
| A                 | 1948. november 17.                 | ?                                  | Martintelep–Diósgyőr (Ságvári telep)                                                                                    | |
| B                 | 1948. november 17.                 | ?                                  | Forgóhíd–Hejőcsaba–Szentpéteri kapu (Forgóhíd–Tapolca)                                                                  | |
| –                 | 1949. április 15.                  | 1949. április 20.                  | Forgóhíd–Hejőcsaba | |
| 1                 | 1951.?.?                           | 1952. december 31.                 | Tiszai pu.–Diósgyőr Tanácsháza                                                                                          | |
| 1                 | 1953. január 1.                    | ?                                  | Tiszai pu.–Ságvári telep                                                                                                | |
| 1                 | ?                                  | 1977. május 1.                     | Tiszai pu.–Papírgyár | |
| 1                 | 1977. május 2.                     |                                    | Tiszai pu.–Majális park                                                                                                 | 1984. február 1-jétől a Főutcáról az Északi tehermentesítő útra került. Műszakváltáskor Vasgyár érintésével.                                                                   |
| AM                | ?                                  | ?                                  | Avas kilátó–Majális-park                                                                                                | Csak május 1-jén. |
| BM                | ?                                  | ?                                  | Búza tér–Majális-park                                                                                                   | Csak május 1-jén. |
| UM                | ?                                  | ?                                  | Újgyőri főtér–Majális-park                                                                                              | Csak május 1-jén. |
| 1gy               | 1972. február 19.                  | 1975. augusztus 31.                | Tiszai pu.–Papírgyár | átszámozva 101-re |
| 1A                | ?                                  | 1977.?.?                           | Tiszai pu.–Kilián vr.                                                                                                   | 1976. január 2-től Ik 260-asokkal |
| 1A                | 1992. június 1.                    | 2006. december 31.                 | Tiszai pu.–Berekalja | |
| 1A                | 2007. január 1.                    | 2012. január 15.                   | Tiszai pu.–Felső-Majláth                                                                                                | |
| 1A                | 2012. január 16.                   | 2015. június 15.                   | Tiszai pu.–Diósgyőri Gimnázium                                                                                          | |
| 1B                | 2020. szeptember 1.                | 2023. október 13.                  | Tiszai pu.–Berekalja | az 1-es viszonylat betétjárataként |
| 1Bgy              | 1975. január 10.                   | 1975. augusztus 31.                | Búza tér–Diósgyőr | átszámozva 101B-re |
| 1D                | 1975. január 10.                   | 1988. május 31.                    | Tiszai pu.–Digép | 1984. február 1-jétől a Főutcáról a Déli tehermentesítő útra került. |
| 1É                | 2011                               | ?                                  | Szondi György utca - Újgyőri főtér                                                                                      | |
| 1É                | 2021. szeptember 20.               | 2023. október 13.                  | Felső-Majláth - Szondi György utca                                                                                      | 2023. október 14-től átszámozva 901-esre. |
| 1G                | 2020. szeptember 1.                |                                    | Szondi György utca - Felső-Majláth                                                                                      | |
| 1T                | ?                                  | ?                                  | Tiszai pu. - Tatárdomb                                                                                                  | |
| 1VP               | 2022. december 13.                 |                                    | Tiszai pályaudvar - Felső-Majláth                                                                                       | Késő esti villamospótló busz az 1-es villamos helyett. |
| 1YÉ               | 2011                               | ?                                  | Szondi György utca–Újgyőri főtér                                                                                        | |
| 101               | 1975. szeptember 1.                | 1977. május 1.                     | Tiszai pu.–Papírgyár | 1984. február 1-jétől a Főutcáról az Északi tehermentesítő útra került. |
| 101               | 1977. május 2.                     | 1990. május 31.                    | Tiszai pu.–Majális park                                                                                                 | |
| 101               | 1990. június 1.                    | 1991. augusztus 31.                | Tiszai pu.–Diósgyőr vr.                                                                                                 | |
| 101               | 1991. szeptember 1.                | 1997. május 1.                     | Tiszai pu.–Majális park                                                                                                 | |
| 101               | 1997. május 2.                     | 2006. december 31.                 | Tiszai pu.–Felső-Majláth                                                                                                | Szerepét az 1A veszi át. |
| 101B              | 1975. szeptember 1.                | 1977. május 1.                     | Búza tér–Diósgyőr vr.                                                                                                   | 1976. január 2-től csuklósokkal. |
| 101B              | 1977. május 2.                     | 2006. december 31.                 | Szondi Gy. u.–Diósgyőr vr.                                                                                              | 1984. február 1-jétől a Főutcáról a Déli tehermentesítő útra, 1986. június 11-től a Győri kapuból a Kiss E. útra került.                                                       |
| 101B              | 2020. január 2.                    | 2020. augusztus 31.                | Szondi Gy. u.-Diósgyőr                                                                                                  | 21B-sről átnevezve, Diósgyőrig meghosszabbított útvonalon. |
| 101B              | 2020. szeptember 1.                | 2023. október 13.                  | Szondi Gy. u.-Berekalja                                                                                                 | |
| 101B              | 2023. október 14.                  |                                    | Szondi Gy. u.-Berekalja                                                                                                 | Északi tehermentesítőre átterelve. |
| 2                 | 1951.?.?                           | 1952. december 31.                 | Tiszai pu.–Ságvári telep                                                                                                | |
| 2                 | 1953. január 1.                    | 196?.?.?                           | Forgóhíd–Tapolca | MÁVAUT-tól átvéve |
| 2                 | 196?.?.?                           |                                    | Béke tér/Búza tér–Tapolca                                                                                               | 1979. március 1-jétől BE irányba a Korvin O. úton. Bizonyos járatok a reggeli órákban az Egyetem érintésével.                                                                  |
| 2A                | ?                                  | 1963                               | Szentpáli u. - Egyetemváros                                                                                             | 1960-ban a csabai villamos helyettesítésére Egyetemvárosig. 1964-65-ben a Repülőtérre került.                                                                                  |
| 2É                | 2011                               | ?                                  | Avas kilátó–Szondi György utca                                                                                          | |
| 2N                | ?                                  | ?                                  | Tapolca - Tatárdomb | |
| 2T                | 1963                               | ?                                  | Tapolca - Tatárdomb | |
| 2V                | ?                                  | ?                                  | Tapolca - Vasgyár | |
| 2YÉ               | ?                                  | ?                                  | ? | |
| 102               | 1976. május 3.                     | 1989. augusztus 31.                | Búza tér–Tapolca | csak nyáron |
| 3                 | 1951.?.?                           | 1951.?.?                           | Forgóhíd (Diósgyőr Tanácsháza)–Szirma                                                                                   | 1951. május 21-től páros órákban Szirmáról induló járatok Diósgyőr Tanácsházáig közlekednek.                                                                                   |
| 3                 | 1951.?.?                           | ?                                  | Dózsa Gy. u.–Szirma | |
| 3                 | ?                                  |                                    | Búza tér–Szirma | Egyes járatok Bartók MgTsz. érintésével. |
| 3                 | 2022. december 25.                 |                                    | Búza tér–Szirma | Egyes járatok Repülőtér/BOSCH végállomásig közlekednek, Tiszai pályaudvar érintésével.                                                                                         |
| 3A                | ?                                  | ?                                  | Forgóhíd–Martintelep | |
| 3A                | ?                                  | 1966. június 30.                   | Béke tér–Martintelep (Sík u.)                                                                                           | átszámozva 23-ra |
| 3A                | 1996. június 1.                    | 2006. december 22.                 | Búza tér–Berzsenyi D. u.                                                                                                | Munkanapokon |
| 3A                | 2007. január 1.                    |                                    | Búza tér–Kisfaludy u.                                                                                                   | 3A, 3B és 23 helyett indult. |
| 3A                | 2021. szeptember 1.                |                                    | Repülőtér/Bosch–Berzsenyi Dániel utca                                                                                   | |
| 3A                | 2022. december 13.                 | 2022. december 24.                 | Búza tér–Berzsenyi D. u.                                                                                                | |
| 3A                | 2022. december 25.                 |                                    | Repülőtér/Bosch–Berzsenyi Dániel utca                                                                                   | Tiszai pályaudvar érintésével |
| 3B                | 2006. október 2.                   | 2006. december 31.                 | Búza tér–Kisfaludy u.                                                                                                   | |
| 3N                | ?                                  | ?                                  | Szirma - Tatárdomb | |
| 3T                | 1951.?.?                           | 1977. október 30.                  | Szirma–Tatárdomb | Műszaki járat. 1976-tól csak munkanapokon |
| 3V                | 1951.?.?                           | 1977. október 30.                  | Szirma–Vasgyár | Műszaki járat. |
| 103               | 1977. november 1.                  | 1983. május 31.                    | Búza tér–Szirma | |
| 4                 | 1951.?.?                           | 1954.?.?                           | Forgóhíd–Görömböly | |
| 4                 | 1954.?.?                           | 196?.?.?                           | (Stomfeld laktanya) Repülőtér–Görömböly                                                                                 | |
| 4                 | 196?.?.?                           |                                    | Búza tér–Görömbölyi pincesor                                                                                            | 1982. június 1-jétől csuklós kocsikkal. |
| 4A                | 1954.?.?                           | ?                                  | Forgóhíd–Szirmabesenyő                                                                                                  | |
| 4A                | ?                                  | 1966. június 30.                   | Repülőtér–Cementgyár | átszámozva 14-re |
| 4A                | 1976. május 3.                     | 1978. május 1.                     | Búza tér–Hamburger J. u.                                                                                                | |
| 4B                | 1955.?.?                           | ?                                  | Forgóhíd–Kistokaj | |
| 4B                | ?                                  | 1966. június 30.                   | Repülőtér–Egyetemváros                                                                                                  | átszámozva 12-re |
| 4C                | ?                                  | 1966. június 30.                   | Repülőtér–Tapolcai elágazás                                                                                             | átszámozva 14 gyorsjáratra |
| 4N                | ?                                  | ?                                  | Görömböly - Tatárdomb                                                                                                   | |
| 4T                | ?                                  | 1978. április 30.                  | Görömböly–Tatárdomb | Műszaki járat. 1976-tól csak munkanapokon |
| 4V                | ?                                  | 1978. április 30.                  | Görömböly–Vasgyár | Műszaki járat. |
| 104               | 1978. május 1.                     | 1979. május 31.                    | Búza tér–Görömböly | |
| 104               | 1979. június 1.                    | 1985. május 31.                    | Búza tér–Tégla u. | |
| 5                 | 1951.?.?                           | 1952.?.?                           | Tiszai pu.–Lillafüred                                                                                                   | |
| 5                 | 1952.?.?                           | 1966. június 30.                   | Dózsa Gy. u.–Lillafüred                                                                                                 | |
| 5                 | 1966. július 1.                    | 1977. május 1.                     | Marx tér–Lillafüred | |
| 5                 | 1997. május 1.                     |                                    | Diósgyőr vr.–Lillafüred                                                                                                 | Bizonyos járatok MEDICOR érintésével 1991-től. |
| 5A                | ?                                  | ?                                  | Dózsa Gy.u. - Felsőhámor                                                                                                | |
| 5T                | 1963                               | ?                                  | Lillafüred - Tatárdomb                                                                                                  | |
| 5V                | ?                                  | ?                                  | Lillafüred - Vasgyár | |
| 105               | 1977. május 2.                     | 1983. május 31.                    | Majális park–Lillafüred                                                                                                 | |
| 6                 | 1952.?.?                           | ?                                  | Városház tér–Pereces | |
| 6                 | ?                                  | 1966. június 30.                   | Dózsa Gy. u.–Pereces | |
| 6                 | 1966. július 1.                    |                                    | Marx tér/Újgyőri főtér–Pereces                                                                                          | |
| 6V                | ?                                  | ?                                  | Pereces - Vasgyár | |
| 7                 | 1966. július 1.                    |                                    | Búza tér–Felsőzsolca | 1985-től a Bajcsy Zs. u. felé közlekedik pár járat érinti az ÉÁÉV-et. 2007-től a Gömöri felüljárón át közlekedik. 2020. január 1-től újra érinti a Selyemrétet.                |
| 7A                | 1977. május 2.                     | 1985. május 31.                    | Búza tér–Pamutfonó | 1982. június 1-jétől csuklós kocsikkal. |
| 7N                | ?                                  | ?                                  | Felsőzsolca - Tatárdomb                                                                                                 | |
| 7T                | 1963                               | ?                                  | Felsőzsolca - Tatárdomb                                                                                                 | |
| 7V                | ?                                  | ?                                  | Felsőzsolca - Vasgyár                                                                                                   | |
| 8                 | 1954                               | ?                                  | Szemere u. - Szirmabesenyő                                                                                              | |
| 8                 | ?                                  | 1977. május 1.                     | Búza tér–Hűtőház/Húskombinát                                                                                            | |
| 8                 | 1977. május 2.                     | 2006. december 31.                 | Repülőtér–Húskombinát                                                                                                   | Bizonyos járatok Tiszai pu.-tól, -ig közlekednek. 1984. október 1-jétől csuklós kocsikkal.                                                                                     |
| 8                 | 2007. január 1.                    |                                    | Repülőtér–Tiszai pu. | 8-as kettéosztásából |
| 8A                | 2023. október 14.                  |                                    | Repülőtér / BOSCH – Tiszai pu.                                                                                          | |
| 8B                | 2023. október 16.                  |                                    | Tiszai pu. – Hűtőház | |
| 108               | 1979. június 1.                    | 1981. május 31.                    | Repülőtér–Húskombinát                                                                                                   | |
| 9                 | 1955                               | ?                                  | Szemere u. - Kistokaj                                                                                                   | |
| 9                 | 1959.?.?                           | 1966. június 30.                   | Dózsa Gy. u.–Nehézszerszámgépgyár                                                                                       | |
| 9                 | 1966. július 1.                    | 1972. szeptember 30.               | Marx tér–Nehézszerszámgépgyár                                                                                           | |
| 9                 | 1972. október 1.                   | 2023. október 13.                  | Marx tér/Újgyőri főtér–Tokaji F. u.                                                                                     | |
| 9                 | 2023. október 14.                  |                                    | Újgyőri főtér–Tokaji F. u.                                                                                              | Érinti a DIGÉPet. |
| 9Y                | 1976. január 15.                   | 1976. május 2.                     | Marx tér–Iván u. | |
| 10                | ?                                  | ?                                  | Dózsa Gy. u.–Zsarnai telep                                                                                              | |
| 10                | ?                                  | 1976. január 1.                    | Búza tér–Zsarnai telep                                                                                                  | |
| 10                | 1976. január 2.                    | ?                                  | Tiszai pu.–Repülőtér | 1977. november 1-jétől szerdai és pénteki napokon közlekedik. |
| 10                | 1977.?.?                           | 1989. május 31.                    | Tiszai pu.–Zsarnai telep                                                                                                | |
| 10                | 1989. augusztus 16.                | 2000. május 31.                    | Tiszai pu.–Repülőtér | |
| 10A               | 1973                               | ?                                  | Búza tér–Drótgyár | |
| 10A               | 1976. január 2.                    | 1977.?.?                           | Tiszai pu.–Drótgyár | |
| 11                | 196?.?.?                           | ?                                  | Marx tér–Tapolca | átnevezve F-re |
| 11                | 1972. augusztus 20.                | 1983. május 31.                    | Búza tér–Bábonyibérc | |
| 11                | 1983. június 1.                    | 1993. március 31.                  | Gömöri pu.–Bábonyibérc                                                                                                  | |
| 11                | 1993. április 1.                   |                                    | Búza tér–Bábonyibérc | 2006. április 5-től Árok utcát is érinti. |
| 12                | 1966. július 1.                    | 2006. december 31.                 | Repülőtér–Egyetemváros                                                                                                  | átszámozva 4B-ről; Stromfeld laktanya, majd 1986. október 22-től 1992. május 31-ig ÉRV érintésével.                                                                            |
| 12                | 2007. január 1.                    | 2012. február 29.                  | Repülőtér–Szemere u. | csak munkanapokon közlekedik |
| 12                | 2012. március 1.                   | 2018. június                       | Repülőtér–Egyetemváros                                                                                                  | Visszahelyezve eredeti útvonalára |
| 12                | 2018. június                       | 2021. március 11                   | Repülőtér/BOSCH-Egyetemváros                                                                                            | 2018. júniusától a Repülőtér „Repülőtér/BOSCH” névre változott |
| 12                | 2023. október 13.                  |                                    | Repülőtér/BOSCH-Egyetemváros                                                                                            | |
| 12G               | 2011. június 16.                   | 2012. június 15.                   | Szondi György utca - Tiszai pu. - Repülőtér/BOSCH                                                                       | |
| 12G               | 2020. szeptember 1.                |                                    | Szondi György utca - Tiszai pu. - Repülőtér/BOSCH                                                                       | |
| 12K               | 2008                               | ?                                  | Repülőtér–Hősök tere | Kocsonyafesztivál idején. |
| 12gy              | 1966. július 1.                    | 1974. május 1.                     | Repülőtér–Egyetemváros                                                                                                  | Gyorsjárat, munkaszüneti napokon és ünnepnapokon nem közlekedik |
| 14                | 1966. július 1.                    | 1984. május 31.                    | Repülőtér–Cementgyár | átszámozva 4A-ról |
| 14                | 1984. június 1.                    | 2015. június 14.                   | Repülőtér–Farkas A. u.                                                                                                  | Stromfeld laktanya, majd 1986. október 22-től 1992. május 31-ig ÉRV érintésével.                                                                                               |
| 14                | 2015. június 15.                   |                                    | Repülőtér - Farkas Antal u. - Hejő-park                                                                                 | |
| 14G               | 2020. szeptember 1.                |                                    | Repülőtér/BOSCH - Szondi György utca                                                                                    | |
| 14H               | 2007. január 1.                    | 2015. június 14.                   | Repülőtér–Hejő-park | Hétvégén és este Farkas A. u. érintésével |
| 14gy              | 1966. július 1.                    | 1972. február 18. (?)              | Repülőtér–Tapolcai elágazás                                                                                             | átszámozva 4C-ről |
| 14gy              | 1972. február 19.                  | 1974. május 1.                     | Repülőtér–Cementgyár | |
| 14Y               | 2015. június 15.                   | ?                                  | Repülőtér - Búza tér - Farkas A. u. - Hejő-park                                                                         | |
| 15                | 1963. január ?                     | ?                                  | Lillafüred–Ómassa | 1965-ig csak Garadnáig járt az Ómassai út rossz állapota miatt. |
| 15                | ?                                  | 1977. május 1.                     | Marx tér–Ómassa | |
| 15                | 1977. május 2.                     | 1997. április 30.                  | Majális park–Ómassa | |
| 15                | 1997. május 1.                     | ?                                  | Diósgyőr vá.–Ómassa | |
| 15                | 2012                               |                                    | Felső-Majláth–Ómassa | |
| 15É               | 1995                               | ?                                  | Majális-park - Ómassa                                                                                                   | Éjszakai járat; Lillafüred érintésével közlekedett. |
| 15É               | 1997                               |                                    | Diósgyőr végállomás - Ómassa                                                                                            | Éjszakai járat; Lillafüred érintésével közlekedett. |
| 15N               | ?                                  | ?                                  | Ómassa - Tatárdomb | |
| 15Y               | ?                                  |                                    | Felső-Majláth–Injekcióüzem–Lillafüred–Ómassa                                                                            | |
| 115               | 1977. május 2.                     | 1990. május 31.                    | Majális park–Ómassa | |
| 16                | 1971.?.?                           |                                    | Marx tér/Újgyőri főtér–Lyukóbánya/Bányaüzem                                                                             | 1993. április 1-jétől 2006. november 1-jéig Lyukóbánya végéig közlekedett. |
| 16gy              | ?                                  | ?                                  | Újgyőri főtér - Lyukóbánya                                                                                              | |
| 17                | 1976. május 3.                     | 2006. október 31.                  | Tiszai pu.–Vízitelepek (Csorba tó)                                                                                      | Téli időszakban nem közlekedik. |
| 18                | 1988. június 1.                    | 2006. december 22.                 | Repülőtér–DIGÉP | |
| 18                | 2007. január 1.                    | 2011.                              | Tiszai pu.–Húskombinát                                                                                                  | |
| 19                | 1966. július 1.                    |                                    | Marx tér/Újgyőri főtér–Komlóstető                                                                                       | 2007. január 1-jétől nem érinti a DIGÉPet. 2008. november 1-jétől érinti ismét a DIGÉPet.                                                                                      |
| 20                | 2000. június 1.                    | 2006. december 31.                 | Repülőtér–Egyetemváros                                                                                                  | Alacsony padlós járművekkel |
| 20                | 2012. március 1.                   |                                    | Repülőtér–Tapolca | |
| 20A               | 2023. október 14.                  |                                    | Búza tér–Tapolca | 2-es járat útvonalán |
| 20B               | 2025. június 21.                   |                                    | Búza tér–Avas vk.–Tapolca                                                                                               | Nyári időszakban. |
| 20G               | ?                                  |                                    | Szondi György utca - Egyetemi Kollégium                                                                                 | |
| 21                | ?                                  | 1974. május 1.                     | Marx tér–Tiszai pu. | |
| 21                | 1974. május 2.                     | 1976. május 2.                     | Tiszai pu.–Tatárdomb | 1982. június 14-től visszakerült a Vörösmarty útra. |
| 21                | 1976. május 3.                     | 1977.?.?                           | Tiszai pu.–Iván u. | |
| 21                | 1977.?.?                           | 2006. december 31.                 | Tiszai pu.–Kandó K. u.                                                                                                  | 1983. december 5-től csuklós kocsikkal. |
| 21                | 2007. január 1.                    | 2010. február 28.                  | Szondi Gy. u.–Újgyőri főtér                                                                                             | |
| 21                | 2010. március 1.                   | 2012. február 29.                  | Szondi Gy. u.–Kandó K. u.                                                                                               | |
| 21                | 2012. március 1.                   |                                    | Tiszai pu.–Kandó K. u.                                                                                                  | |
| 21                | 2023. október 14.                  | 2025. június 20.                   | Tiszai pu.–Berekalja | Mindkét irányban a Kandó Kálmán utca érintésével, ezáltal az Irinyi János utca érintése nélkül.                                                                                |
| 21                | 2025. június 21.                   |                                    | Szondi Gy. u.–Kandó K. u.–Berekalja                                                                                     | |
| 21A               | 2010. március 1.                   | 2011. június 15.                   | Szondi Gy. u.–Újgyőri főtér                                                                                             | |
| 21B               | 2012. március 1.                   | 2019. december 31.                 | Szondi Gy. u.–Kandó K. u.                                                                                               | 2020-tól 101B jelzést kapott |
| 21G               | 2023. október 14.                  |                                    | Szondi György utca – Újgyőri főtér                                                                                      | Szinvapark érintésével. |
| 21T               | 2011. június 16.                   | 2012. február 29.                  | Tiszai pu.–Kandó K. u.                                                                                                  | 2011. szeptember 1-jétől az Ernye bán utca érintésével is. |
| 121               | 1977. május 2.                     | 1993. március 31.                  | Tiszai pu.–Kandó K. u.                                                                                                  | 1982. június 14-től visszakerült a Vörösmarty útra. 1983. december 5-től csuklós kocsikkal.                                                                                    |
| 22                | 1994. szeptember 1.                | 2020. január 2.                    | Egyetemváros–Centrum Áruház                                                                                             | 2007. január 1-jétől hétvégén is közlekedik. |
| 22                | 2021. szeptember 6.                | 2023. október 13.                  | Centrum–Egyetemváros | Egyetemvárostól Villanyrendőr, Hősök tere és a 14-es busz Petőfi tér megállóhelyén áll meg.                                                                                    |
| 22                | 2023. október 14.                  | ?                                  | Centrum–Egyetemváros | Időszakos járat |
| 22                | 2025. április 17. és 22.           | 2025. április 25.                  | Búza tér–Egyetemváros                                                                                                   | Rásegítő járat a Miskolc Egyetem kérésére |
| 22K               | 2008                               | ?                                  | Egyetemváros–Szemere utca                                                                                               | A Kocsonyafesztivál részeként. |
| 23                | 1966. július 1.                    | 1976. január 1.                    | Béke tér/Búza tér–Martintelep (Sík u.)                                                                                  | átszámozva 3A-ról |
| 23                | 1976. január 2.                    | 2006. december 31.                 | Tiszai pu.–Latinca S. u./Berzsenyi D. u.                                                                                | |
| 23                | 2022. december 13.                 | 2022. december 24.                 | Repülőtér/BOSCH - Szirma                                                                                                | |
| 24                | ?                                  | 1971. május 22.                    | ?–Úttörőpark | |
| 24                | 1971. május 23.                    | 2007. január 1.                    | Repülőtér–Úttörőpark/Hejő-park                                                                                          | 1979. március 1-jétől BE irányba a Korvin O. úton. 1981. július 19-től a 3.sz főúton közlekedik. 1992.júniusától egyes járatok ÉRV érintésével.                                |
| 24                | 2007. január 1.                    | 2008. augusztus 31.                | Repülőtér–Búza tér | Alacsony padlós járművekkel! |
| 24                | 2008. szeptember 1.                |                                    | Repülőtér–Szinvapark | |
| 24                | 2022. december 13.                 |                                    | Repülőtér–Középszer utca, szolgáltatóház                                                                                | |
| 240               | 2016. október 17.                  |                                    | Repülőtér-Mechatronikai Park                                                                                            | 2023. október 14-től Mechatronikai Park végállomás érintése nélkül, kérésre.                                                                                                   |
| 24A               | 2002                               | 2006. december 31.                 | Repülőtér - Búza tér | |
| 24B               | 2002. június 3.                    | 2006. december 22.                 | Búza tér–Egyetemváros                                                                                                   | Csak munkanapokon közlekedik! |
| 28                | 2015. június 15.                   |                                    | Búza tér - Tampere városrész                                                                                            | |
| 280               | 2017. szeptember 1.                | 2022. december 13.                 | Búza tér - Tampere városrész                                                                                            | Csak szerdán, pénteken és szombaton közlekedik a Középszer utca érintésével.                                                                                                   |
| 29                | ?                                  | 1981.?.?                           | Marx tér–Vargahegy | |
| 29                | 1981.?.?                           | 1997. április 30.                  | Marx tér/Újgyőri főtér–Avas lt./Avas vk.                                                                                | |
| 29                | 1997. május 1.                     | 2023. október 13.                  | Újgyőri főtér–Avas kilátó                                                                                               | Bizonyos járatok a reggeli órákban az Egyetem érintésével. |
| 29                | 2023. október 14.                  |                                    | Újgyőri főtér – Vargahegy – Avas kilátó – Hideg sor – Szent Anna tér – Újgyőri főtér                                    | Körjárat az Újgyőri főtér irányába. |
| 29A               | 2023. október 14.                  |                                    | Újgyőri főtér – Vargahegy – Avas kilátó                                                                                 | Sűrítő járat reggeli időszakban. |
| 290               | 2017. június 17.                   | 2020. június 1.                    | Újgyőri főtér-Miskolctapolca-Avas kilátó                                                                                | Csak nyáron, turistaszezonban. |
| 30                | 2015. június 15.                   | ?                                  | Tiszai pályaudvar - Szentgyörgy u. - Avas kilátó                                                                        | |
| 30                | 2023. október 14.                  |                                    | Tiszai pályaudvar - Szentgyörgy u. - Avas kilátó                                                                        | |
| 31                | 1980. június 1.                    | 1984. május 31.                    | Avas lt.–Tiszai pu. | III. ütem érintésével, 1982. június 1-jétől csak csuklós kocsikkal. |
| 31                | 1984. június 1.                    | 2006. december 31.                 | Avas kilátó–Tiszai pu.                                                                                                  | |
| 31                | 2007. január 1.                    | 2012. február 29.                  | Tiszai pu.–Egyetemváros                                                                                                 | |
| 31                | 2012. március 1.                   | 2015. június 14.                   | Tiszai pu.–Avas vk. | |
| 31                | 2015. június 15.                   |                                    | Tiszai pu.–Avas vk.–Avas kilátó                                                                                         | |
| 31A               | 2010. szeptember 13.               | 2010. december 22.                 | Tiszai pu.–Avas kilátó                                                                                                  | Kísérleti jelleggel |
| 31Y               | 2014. június 16.                   | 2015. június 14.                   | Tiszai pályaudvar - Avas kilátó - Avas vk.                                                                              | |
| 32                | 1977. augusztus 1.                 | 1978. április 30.                  | Repülőtér–Ifjúság útja (Avas lt.)                                                                                       | |
| 32                | 1978. május 1.                     | 1979. május 31.                    | Avas lt.–Szemere u. | 1979. március 1-jétől a Tapolcai úton közlekedik. |
| 32                | 1979. június 1.                    | 1982. május 31.                    | Avas lt.–Vörösmarty u.                                                                                                  | |
| 32                | 1982. június 1.                    | 1985. május 31.                    | Avas lt./Avas vk.–Gömöri pu.                                                                                            | |
| 32                | 1985. június 1.                    | 1997. április 30.                  | Avas kilátó–Gömöri pu.                                                                                                  | |
| 32                | 1997. május 1.                     | 1998. május 31.                    | Avas vk.–Gömöri pu. | |
| 32                | 1998. június 1.                    |                                    | Avas kilátó–Gömöri pu.                                                                                                  | |
| 32G               | 2011                               | ?                                  | Szondi György utca–Avas kilátó                                                                                          | |
| 32G               | ?                                  |                                    | Gömöri pályaudvar - Szondi György utca Gömöri pályaudvar - Búza tér                                                     | A 32-es késő esti betétjárataként |
| 33                | 1978. május 1.                     | 2006. december 31.                 | Avas lt./Avas vk.–DIGÉP                                                                                                 | 1980. június 1-jétől a Tapolcai úton közlekedik. 2003-ban az utolsó járat Avas kilátóig közlekedett.                                                                           |
| 33                | 2007. január 1.                    | 2012. február 29.                  | Szemere u.–Tímármalom u./LIDL                                                                                           | Megszűnése után a 21-es érinti a LIDL-t, 2020. szeptember 1-től pedig a 101B-s viszonylat is.                                                                                  |
| 33A               | 1979. június 1.                    | 1980. május 31.                    | Avas lt.–Szemere u. | átszámozva 34-re |
| 133               | 1979. március 1.                   | 1984. május 31.                    | Avas lt.–DIGÉP | 1980. szeptember 1-jétől a Déli terelőúton, majd 1981-től az Ifjúság u.-Csabai kapu útvonalon és 1982. december 11-től a Szabadságharc úton közlekedik. Helyette 36-os indult. |
| 34                | 1980. június 1.                    | 1982. május 31.                    | Avas lt.–Szemere u. | átszámozva 33A-ról |
| 34                | 1982. június 1.                    | 1982. december 10.                 | Avas lt.–Széchenyi u.                                                                                                   | |
| 34                | 1982. december 11.                 | 1984. május 31.                    | Avas lt.–Dózsa Gy. u.                                                                                                   | Szabadságharc úton, a III. ütem érintésével. |
| 34                | 1984. június 1.                    | 1994. május 31.                    | Avas vk.–Vologda vr. | Átkerül a Tapolcai útra, a Szabadságharc út helyett. |
| 34                | 1994. június 1.                    | 2006. december 31.                 | Avas vk.–Bodótető | |
| 34                | 2007. január 1.                    | 2007. augusztus 31.                | Búza tér–Bodótető | |
| 34                | 2007. szeptember 1.                | 2011. június 16.                   | Arany J. u.–Bodótető | 38-assal összevonva 38B néven |
| 34                | 2012. március 1.                   | 2015. június 14.                   | Avas vk.–Bodótető | |
| 34                | 2015. június 15.                   |                                    | Avas kilátó - Bodótető                                                                                                  | |
| 34G               | 2022. március 6.                   | 2023. október 13.                  | Szondi György utca - Bodótető                                                                                           | Önálló garázsmeneti járatként. |
| 34G               | 2023. október 14.                  |                                    | Szondi György utca - Petőfi tér                                                                                         | A 34-es részeként. |
| 34K               | 2008                               | ?                                  | Búza tér–Bodótető | A Kocsonyafesztivál idején |
| 35                | 1984. június 1.                    |                                    | Avas kilátó–Centrum Áruház                                                                                              | 2006. november 2-től csuklós kocsikkal. 2023. október 14-től egyes járatok Avas városközpont érintésével közlekednek.                                                          |
| 35A               | 2023. október 14.                  |                                    | Avas kilátó–Avas vk.–Centrum Áruház                                                                                     | Csak hangosbemondás útján. |
| 35É               | 2001. június 1.                    | 2015. június 14.                   | Avas kilátó–Centrum Áruház                                                                                              | Éjszakai járat; 2006. november 2-től csuklós kocsikkal |
| 35É               | 2021. szeptember 20.               | 2023. október 13.                  | Avas kilátó-Szondi György utca                                                                                          | Hajnali személyzeti járatként. 2023. október 14-től 935-ös jelzésre módosítva.                                                                                                 |
| 35G               | 2021. május 3.                     |                                    | Avas kilátó-Szondi György utca                                                                                          | Korábban a 35R egyes időpontjaiban, garázsmeneti betétjáratként. |
| 35R               | 2015. június 15.                   | 2023. október 13.                  | Repülőtér - Avas kilátó                                                                                                 | 2023. október 14-től átszámozva 36-osra. |
| 36                | 1984                               | ?                                  | Avas városközpont–DIGÉP                                                                                                 | |
| 36                | 1984. június 1.                    | 1997. április 30.                  | Avas kilátó–DIGÉP | |
| 36                | 1997. május 1.                     | 1997. május 14.                    | Avas kilátó–Erzsébet tér                                                                                                | |
| 36                | 1997. május 15.                    | 2006. december 22.                 | Avas kilátó–Nagyváthy u.                                                                                                | |
| 36                | 2023. október 14.                  |                                    | Avas kilátó - Repülőtér/BOSCH                                                                                           | Átszámozva 35R-ről, jelentősebb járatsűrítettséget élvezve. |
| 37                | 1987. június 1.                    | 1997. április 30.                  | Avas vk.–Rácz Gy. u./Erzsébet tér                                                                                       | 1990-ben áthelyezve |
| 38                | 1993. november 15.                 | 2011. június 16.                   | Arany János u. – Tampere vr.                                                                                            | Kezdetben Ik546-osokkal. 2011-ben a 34-essel összevonva 38B néven |
| 38                | 2011. június 16.                   | 2014. április 14.                  | Bodótető - Arany János u. - Tampere vr.                                                                                 | |
| 38                | 2014. április 14.                  | 2015. június 14.                   | Avas kilátó - Bodótető - Tampere vr.                                                                                    | |
| 38                | 2015. június 15.                   | 2020. április 6.                   | Avas kilátó - Malomszög utca                                                                                            | |
| 38B               | 2011. június 16.                   | 2015. június 14.                   | Arany János utca - Bodótető                                                                                             | |
| 38K               | 2008                               | ?                                  | Szemere utca – Tampere vr.                                                                                              | |
| 39                | 2003. június                       | 2006. december 31.                 | Avas kilátó–Újgyőri főtér                                                                                               | |
| 39                | 2023. október 14.                  |                                    | Újgyőri főtér – Szent Anna tér – Hideg sor – Avas kilátó – Vargahegy – Újgyőri főtér                                    | Körjárat az Avas kilátó felé. |
| 43                | 2014. november 1.                  |                                    | Búza tér - TAKATA | |
| 430               | 2017. február 1.                   | 2018. június 16.                   | TAKATA - Harsányi út | Körjárat |
| 44                | 2000. október 24.                  | 2022. december 13.                 | CORA (Auchan Pesti út)– Centrum Áruház                                                                                  | |
| 44                | 2022. december 13.                 | 2022. december 24.                 | Auchan Pesti út – Búza tér                                                                                              | |
| 44                | 2022. december 25.                 |                                    | Auchan Pesti út – Centrum                                                                                               | |
| 44                | 2023. október 14.                  |                                    | Auchan Pesti út – Búza tér                                                                                              | |
| 44K               | 2008                               | ?                                  | CORA (Auchan Pesti út)–Szemere utca                                                                                     | Kocsonyafesztivál idején. |
| 45                | 2018. szeptember 3.                |                                    | Búza tér-Auchan dél (Pesti út)                                                                                          | A Galamb József bekötőút elkészülte után a 43-as, 44-es viszonylatok kiegészítése végett.                                                                                      |
| 45                | 2022. december 13.                 | 2022. december 24.                 | Búza tér-Déli Ipari Park, Joyson                                                                                        | Auchan dél (Pesti út) érintése nélkül, ki és be is Hejőmentén keresztül közlekedve.                                                                                            |
| 45                | 2022. december 25.                 |                                    | Búza tér-Auchan dél (Pesti út)                                                                                          | Ki és be irányban is Hejőmentén át közlekedve. |
| 53                | 2019. január 2.                    |                                    | Majális-park-Déli Ipari Park - Joyson                                                                                   | 2022. december 13-tól pár járat Auchan Dél érintésével közlekedik. |
| 54                | 2015. június 15.                   |                                    | Repülőtér - Felső-Majláth                                                                                               | Csak munkanapokon |
| 55                | 1984. június 1.                    | 1988. május 31.                    | Majális-park–Vadaspark                                                                                                  | Munkaszüneti napokon, október 30-ig. |
| 67                | 1985. augusztus 1.                 |                                    | Marx tér/Újgyőri főtér–Lomb u.                                                                                          | Munkanapokon a reggeli órákban Újgyőri főtér irányába, egyes járatok DIGÉP érintésével 1985. október 14-től.                                                                   |
| 68                | 1982. május 23.                    |                                    | Marx tér/Újgyőri főtér–Bükkszentlászló                                                                                  | VOLÁN-tól átvéve. Munkanapokon a reggeli órákban Újgyőri főtér irányába, egyes járatok DIGÉP érintésével.                                                                      |
| 69                | 1978. május 1.                     | 1992. május 31.                    | Diósgyőr vá.–Berekalja                                                                                                  | |
| 69                | 2007. január 1.                    | 2012. március 1.                   | Diósgyőr vá.–Berekalja                                                                                                  | |
| 69                | 2012. március 1.                   | 2020. április 6.                   | Felső-Majláth/Diósgyőri vár - Berekalja                                                                                 | Az induló végállomás minden 2. járatnál változik |
| 75                | 2023. június 24.                   | 2023. június 24.                   | Centrum - Szondi György utca                                                                                            | A miskolci menetrend szerinti autóbusz-közlekedés fennállásának 75. évfordulójára.                                                                                             |
| 90                | 2017. szeptember 1.                | 2019. november 2.                  | Újgyőri főtér-Diósgyőri Kórház                                                                                          | Kizárólag munkanapokon |
| 99                | 2007. január 1.                    | 2010. február 28.                  | Újgyőri főtér–Kandó K. u.                                                                                               | |
| 125               | 2022. június 25.                   | 2022. június 25.                   | Szondi György utca - Centrum                                                                                            | A Múzeumok Éjszakája rendezvényének részeként a miskolci villamosközlekedés 125. születésnapja alkalmából.                                                                     |
| 900               | 2022. december 12.                 | 2022. december 24.                 | Tiszai pályaudvar - Szondi György utca                                                                                  | Éjszakai körjárat |
| 900               | 2023. október 14.                  |                                    | Szondi Gy. u. – Tiszai pályaudvar – Búza tér – Avas kilátó – Egyetemi kollégiumok – Hejőpark – Búza tér – Szondi Gy. u. | Éjszaki körjárat. |
| 901               | 2023. október 14.                  |                                    | Felső-Majláth – Tiszai pályaudvar – Szondi Gy. u.                                                                       | |
| 914               | 2023. október 14.                  |                                    | Repülőtér / Bosch – Búza tér – Hejőpark – Egyetemi kollégiumok – Miskolctapolca                                         | |
| 935               | 2023. október 14.                  |                                    | Szondi Gy. u. – Búza tér – Avas kilátó (egyes járatok a Tiszai pályaudvar érintésével)                                  | |
| A                 | 1981. augusztus 9.                 | 1981. augusztus 22.                | Avas–Tapolca | Kísérleti jelleggel |
| ALDI 1            | 2011. augusztus 18.                | 2011. december 31.                 | Felső-Majláth–ALDI (Kiss E. út)                                                                                         | Ingyenes járat |
| ALDI 2            | 2011. augusztus 18.                | 2011. december 31.                 | Avas kilátó–ALDI (Pesti út)                                                                                             | Ingyenes járat |
| ARG               | ?                                  |                                    | Repülőtér/BOSCH - Arago Green Kft.                                                                                      | Szerződéses járat az Arago Green Kft.-hez |
| Avasi ingajárat   | 1984. június 1.                    | 1985. május 31.                    | Avas vk.–Avas kilátó | |
| AUCHAN            | 2009. szeptember 1.                | 2012. szeptember 1.                | Avas kilátó–Auchan Borsod                                                                                               | Ingyenes járat. Volántól átvéve. Ismét pályáztatva |
| AUCHAN 1          | 2012. szeptember 1.                | 2022. december 31.                 | Centrum–Auchan Borsod                                                                                                   | Ingyenes járat |
| AUCHAN 1          | 2024. június 1.                    |                                    | Centrum–Auchan Borsod                                                                                                   | Minden héten csak csütörtöktől vasárnapig |
| AUCHAN 2          | 2012. szeptember 1.                | 2022. december 31.                 | Avas kilátó–Auchan (Pesti út)                                                                                           | Avasi ingyenes járat |
| AUCHAN 2          | 2024. szeptember 5.                |                                    | Avas kilátó–Auchan (Pesti út)                                                                                           | Minden héten csak csütörtöktől vasárnapig |
| CORA              | 2001. június 1.                    | 2012. március 1.                   | Avas kilátó–CORA | Ingyenes járat |
| F                 | ?                                  | 1974.?.?                           | Marx tér–Tapolca | átszámozva 11-ről, nyári időszakban |
| ME                | 2012. április 1.                   |                                    | Tiszai pu.–Egyetemváros                                                                                                 | |
| MIVÍZ             | ?                                  |                                    | Búza tér - MIVÍZ Kft.                                                                                                   | Szerződéses járat a MIVÍZ Kft.-hez |
| MK                | ?                                  | 1974. szeptember 30.               | Tiszai pu.–Megyei Kórház                                                                                                | |
| P                 | 1976. január 2.                    | 1979. február 28.                  | Búza tér–Zsarnai telep                                                                                                  | Szerdai és pénteki napokon, Repülőtér irányában. Átnevezve ZS-re. |
| P                 | 1989. június 1.                    | 1989. augusztus 15.                | Tiszai pu.–Repülőtér | 10-es helyett |
| PER               | ?                                  |                                    | Avas városközpont - Nagy-erenyő                                                                                         | A perecesi nyári napközis tábor különjárata |
| Pereces I.        | ?                                  | ?                                  | Avas városközpont-Bulgárföld                                                                                            | A perecesi tábor idején. |
| Pereces II.       | ?                                  | ?                                  | ? | A perecesi tábor idején. |
| RF                | 2022. október 13.                  | 2022. október 16.                  | Centrum - Egyetemváros                                                                                                  | A Rocktober Fest alkalmából a 22-es vonalán közlekedtetve. |
| Személyzeti járat | 2021. május 10.                    | ?                                  | Avas kilátó-Szondi György utca Felső-Majláth-Szondi György utca                                                         | Utaskérésre hajnalban. |
| SÍ                | 2004. január 17.                   | 2006. március                      | Tiszai pu.–Bánkút Diósgyőr–Bánkút                                                                                       | |
| TESCO             | 2009. május 11.                    | 2017. február 1.                   | Avas kilátó–TESCO-Avas                                                                                                  | Ingyenes járat |
| VP                | ALKALOM- ÉS HELYZETFÜGGŐEN VÁLTOZÓ | ALKALOM- ÉS HELYZETFÜGGŐEN VÁLTOZÓ | ALKALOM- ÉS HELYZETFÜGGŐEN VÁLTOZÓ                                                                                      | Villamospótló viszonylat. A Zöld Nyíl - Miskolci Villamos Projekt idején 0VP, 1VP, 2VP, 69VP, BVP és TSVP jelzések formájában.                                                 |
| ZOO               | 2013. június 17.                   |                                    | Felső-Majláth–Vadaspark                                                                                                 | Igény szerint közlekedik. |
| ZS                | 1979. március 1.                   | 2006. október 29.                  | Búza tér–Zsarnai telep                                                                                                  | |
| ZS                | 2023. március 25.                  | 2023. április 1.                   | Avas kilátó–Zsarnai telep                                                                                               | Szombati napokon, teszt jelleggel |

## Villamosvonalak
| Jelzés             | Indítás             | Megszüntetés        | Útvonal                                | Megjegyzés |
| ------------------ | ------------------- | ------------------- | -------------------------------------- | --- |
| vörös zászló       | 1897. július 10.    | ?                   | Tiszai pu.-Veres templom               | |
| piros-fehér tárcsa | ?                   | 1912.?              | Tiszai pu.-Veres templom               | |
| -                  | 1898. október 1.    | 1918.               | Gömöri pu.-Városház tér                | |
| -                  | 1906. július 11.    | ?                   | Városház tér-Diósgyőr                  | |
| D betűs tárcsák    | 1906. december 22.  | 1918. október 24.   | Tiszai pu.-Diósgyőr                    | |
| -                  | 1906. július 11.    | ?                   | Városház tér-Diósgyőr                  | |
| -                  | 1931.               | 1951. augusztus     |                                        | |
| Csabai             | 1897. július 10.    | 1908.               | Búza tér-Népkert                       | |
| Csabai             | 1910. július 7.     | 1951. augusztus     | Forgóhíd-Hejőcsaba                     | új jelzés:2-es |
| piros-fehér tárcsa | 1918. október 24.   | ?                   | Tiszai pu.–Szent Anna-templom          | |
| piros-fehér tárcsa | 1927. november 14.  | ?                   | Tiszai pu.–Szent Anna-templom          | |
| D betűs tárcsák    | 1918. október 24.   | ?                   | Szent Anna-templom–Diósgyőr            | |
| -                  | ?                   | 1927. november 13.  | Tiszai pu.-Városház tér                | |
| -                  | 1927. november 14.  | ?                   | Városház tér– Szent Anna-templom       | ingajárat |
| V betűs tárcsák    | 1931.               | 1951.augusztus      | Tiszai pu.-Vasgyár                     | új jelzés:1-es |
| 1                  | 1951. augusztus     | 1964. január 12.    | Tiszai pu.-Vasgyár                     | átszámozás 2-re |
| 1                  | 1964. január 13.    | 2012. január 15.    | Tiszai pu.-Diósgyőr                    | |
| 1                  | 2012. január 16.    |                     | Tiszai pu.-Felső-Majláth               | |
| Adventi            | 2012                |                     | Az 1-es villamosé                      | Advent első vasárnapjától vízkeresztig közlekedik. 2012/2013-tól a ČKD Tatra KT8D5 210-es, majd 2013/2014-től a 202-es szerelvényén. |
| 1A                 | 1958.               | 1958.               | Tiszai pu.-Eszperantó tér              | |
| 1A                 | 2020. szeptember 1. |                     | Tiszai pu.-Diósgyőri Gimnázium         | 1-es villamos betétjárataként közlekedik                                                                                             |
| 2                  | 1951.augusztus      | 1960. augusztus 19. | Forgóhíd -Hejőcsaba                    | |
| 2                  | 1964. január 13.    |                     | Tiszai pu.-Vasgyár                     | átszámozás 1-ről, 2012. március 1.-től hétvégenként nem közlekedik!                                                                  |
| 3                  | 1951.augusztus      | 1991. május 31.     | Vasgyár-Diósgyőr                       | |
| 4                  | 1951.augusztus      | 196?.               | Marx tér-Tatárdomb                     | |
| 4                  | 196?.               | 1976. január 14.    | Tatárdombi elágazás-Tatárdomb          | |
| 0                  | 1970.május          | 1989. május 31.     | Vasgyár-Marx-tér-Vasgyár               | körjárat |
| 0                  | 2012.március 1.     | 2012. ??            | Újgyőri Főtér-Vasgyár-Újgyőri Főtér    | körjárat hétvégenként 2-es villamos helyett!                                                                                         |
| 75V                | 2023. június 24.    | 2023. június 24.    | Tiszai pályaudvar - Szondi György utca | A miskolci menetrend szerinti autóbusz-közlekedés fennállásának 75. évfordulójára.                                                   |

## Keskeny nyomközű vasútvonalak
| Jelzés   | Útvonal                                      | Hossz | Megjegyzés |
| -------- | -------------------------------------------- | ----- | ---------- |
| 330 (L3) | Miskolc (Dorottya u.) – Lillafüred – Garadna | 14 km |            |
| 331 (L4) | Miskolc (Dorottya u.) – Papírgyár – Mahóca   | 16 km |            |
| L5       | Lillafüred Kalandpark – Jávorhegy            |       | Libegő     |

## Volánbuszvonalak
| Jelzés | Végállomás                                                           |
| ------ | -------------------------------------------------------------------- |
| 1369   | Miskolc–Tiszaújváros–Hajdúnánás–Nyíregyháza                          |
| 1370   | Miskolc–Polgár–Nyíregyháza                                           |
| 1372   | Miskolc–Polgár–Debrecen–Hajdúszoboszló                               |
| 1373   | Miskolc–Debrecen–Gyula                                               |
| 1375   | Miskolc–Tiszafüred–Szeged                                            |
| 1376   | Miskolc–Mezőkövesd–Jászberény–Kecskemét                              |
| 1377   | Miskolc–Mezőkövesd–Tiszafüred–Szolnok                                |
| 1379   | Miskolc–Eger–Gyöngyös                                                |
| 1380   | Miskolc–Mezőkövesd–Eger                                              |
| 1383   | Miskolc–Bükkszentkereszt–Eger                                        |
| 1384   | Miskolc–Ózd–Pétervására–Salgótarján                                  |
| 3700   | Miskolc–Szirmabesenyő                                                |
| 3701   | Miskolc–Szirmabesenyő                                                |
| 3702   | Miskolc–Szirmabesenyő–Sajókeresztúr                                  |
| 3703   | Miskolc–Sajóecseg–Edelény–Bódvaszilas                                |
| 3704   | Miskolc–Sajószentpéter–Edelény–Jósvafő                               |
| 3705   | Miskolc–Szirmabesenyő–Sajóvámos–Sajósenye–Boldva                     |
| 3706   | Miskolc–Arnót–Sajópálfala–Sajóvámos                                  |
| 3707   | Miskolc–Edelény–Bódvaszilas–Hidvégardó                               |
| 3708   | Miskolc–Sajószentpéter–Edelény–Szalonna–Debréte                      |
| 3709   | Miskolc–Edelény–Szalonna–Debréte                                     |
| 3711   | Miskolc–Edelény–Tomor–Irota                                          |
| 3717   | Miskolc–Homrogd–Abaújszolnok–Abaújlak–Gagybátor–Krasznokvajda–Viszló |
| 3726   | Miskolc–Újharangod                                                   |
| 3738   | Miskolc–Kistokaj                                                     |
| 3740   | Miskolc-Mályi-tó                                                     |
| 3765   | Miskolc–Sajóbábony–Sajószentpéter–Kazincbarcika                      |
| 3776   | Miskolc–Sajókeresztúr–Sajóecseg–Borsodszirák–Edelény–Balajt          |

## Vasútvonalak
| Jelzés | Végállomás                              | Státusz  | Megjegyzés                                                                                                |
| ------ | --------------------------------------- | -------- | --- |
| 80     | Hatvan–Miskolc–Szerencs–Sátoraljaújhely | Aktív    | A 2017/2018-as menetrendváltás óta ismét a 100c számot viseli.                                            |
| 88     | Mezőcsát–Nyékládháza(–Miskolc)          | Megszűnt | 2007. március 4-től a Gazdasági és Közlekedési Minisztérium rendelkezése szerint „ideiglenesen szünetel”. |
| 89     | Nyékládháza–Tiszaújváros–Miskolc        | Aktív    | |
| 90     | Miskolc–Felsőzsolca–Hidasnémeti         | Aktív    | |
| 92     | Miskolc–Bánréve–Ózd                     | Aktív    | |
| 94     | Miskolc–Tornanádaska                    | Aktív    | |